# Facundo Lozano

Novus Zacchias, 1774

Facundo Díez de Villagrán y Lozano (Medina del Campo, 1713 – 1788) è stato un teologo e medico spagnolo gesuita.

## Biografia
Dopo la soppressione della Compagnia di Gesù nella penisola iberica, si trasferì in Italia. Conseguì la laurea in medicina a Cesena. Si occupò di medicina legale.

## Opere
- (LA) Facundo Lozano, Novus Zacchias, Caesenae, ex typographia Ludovici Genestri sub signo Columbae, 1774. URL consultato il 5 maggio 2015.